# The Gods of Earth and Heaven
The Gods of Earth and Heaven è il terzo album in studio del gruppo musicale svedese Army of Lovers, pubblicato nel 1993.

## Tracce
1. Chihuahuas on Parade – 0:41
2. We Are the Universe – 3:41
3. La Plage de Saint Tropez – 3:32
4. I Am – 3:54
5. Le Portrait de Jean-Pierre – 0:44
6. Israelism – 3:20
7. The Grand Fatigue – 3:32
8. Carry My Urn to Ukraine – 4:04
9. Sebastien – 3:33
10. La Storia di O – 0:45
11. Blood in the Chapel – 3:16
12. The Ballad of Marie Curie – 3:48
13. Heterosexuality – 4:10
14. Sons of Lucy – 3:02
15. Also Sprach Alexander – 0:35
16. The Day the Gods Help Us All – 3:45